# Porsche 360 Cisitalia

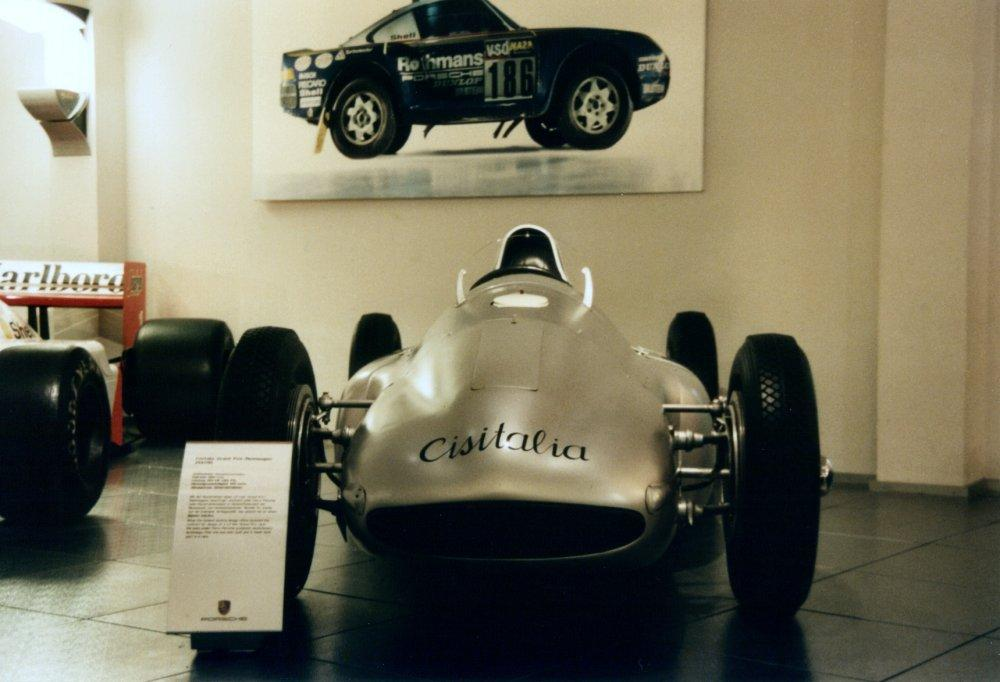
Porsche 360 Cisitalia på Porsche-Museum i Zuffenhausen i Stuttgart.

Porsche 360 Cisitalia hade premiär på motorsalongen i Turin 1949 och var den första racerbilen med fyrhjulsdrift och mittmotor, 12-cylindrig boxermotor. Den togs fram av Porsche och Cisitalia.